# Storosa
Storosa là một chi nhện trong họ mierenjagers (Zodariidae).

## Các loài
Các loài trong chi này gồm:
- Storosa obscura Jocqué, 1991 *
- Storosa tetrica (Simon, 1908)